# Маранцанис (Удине)
Маранцанис је насеље у Италији у округу Удине, региону Фурланија-Јулијска крајина.
Према процени из 2011. у насељу је живело 44 становника. Насеље се налази на надморској висини од 629 м.